# Vytautas Mačernis
Vytautas Mačernis (ur. 5 czerwca 1921 w Šarnelach w rejonie płungiańskim, zm. 7 października 1944 w Kalwarii Żmudzkiej) – litewski poeta tworzący w nurcie egzystencjalizmu.

## Życiorys
Pochodził z żmudzkiej rośliny szlacheckiej. W młodości chłopcem opiekowała się głównie babcia, która potem powracała w jego wierszach. Uczył się w Siadach, gdzie należał do katolickiej organizacji Ateitis, a następnie uczęszczał do gimnazjum w Telszach. Od najmłodszych lat przejawiał zainteresowanie poezją i filozofią. W 1939 roku rozpoczął studiowanie anglistyki i literatury na Uniwersytecie Witolda Wielkiego w Wilnie (do wyboru tego kierunku częściowo skłoniło go zamiłowanie do twórczości Edgara Allana Poe). W 1943 roku, po zamknięciu Uniwersytetu Witolda Wielkiego, wrócił do rodzinnych Sarneli. W latach 1939-1942, pod wpływem dzieł Oskara Miłosza, tworzył swoje Wizje, zaś w 1943 i 1944 roku stworzył kilkadziesiąt sonetów. Brał udział w wileńskich wieczorach literackich, na których odnosił sukcesy, i przygotowywał się do napisania pracy dyplomowej Nietzsche i Chrystus. 7 października 1944 roku zginął od odłamków pocisku artyleryjskiego.

## Twórczość
Jedynym w pełni ukończonym dziełem Macernisa jest cykl wierszy Wizje. Napisał kilkadziesiąt sonetów i rozpoczął prace nad poematem. W jego poezji dominują klasyczne formy takie jak sonet, triolet czy oktawa. W swoich wierszach wyrażał stoicyzm i sceptycyzm wolnego człowieka w obliczu metafizycznego absurdu istnienia. Macernis jest uznawany za poetę klasycyzującego, spod znaku rewolucji konserwatywnej. W swoich wierszach poruszał tematy takie jak tęsknota, ból istnienia, wartość ojczyzny i miłość do jej spadku kulturalnego. Jest jednym z pionierów oderwania się od folklorystycznej ornamentyki i symbolizmu oraz wprowadzenia elementów kultury powszechnej w literaturze litewskiej. 
Jego poezja jeszcze przed śmiercią rozpowszechniła się w kręgu litewskich poetów i wywarła na nich wpływ. Do 1970 roku był objęty na Litwie zakazem wydawniczym. O jego spuściznę literacką dbali m.in. Kazys Bradunas, Alfonsas Nyka-Niliunas czy tłumaczący jego wiersze na język polski Juozas Kekstas. Kilka jego wierszy opublikowano w paryskiej Kulturze.